# 48
Évszázadok: i. e. 1. század – 1. század – 2. század
Évtizedek: i. e. 1-es évek – 1-es évek – 10-es évek – 20-as évek – 30-as évek – 40-es évek – 50-es évek – 60-as évek – 70-es évek – 80-as évek – 90-es évek
Évek: 43 – 44 – 45 – 46 –  47 – 48 – 49 – 50 – 51 – 52 – 53

## Események

### Római Birodalom
- Aulus Vitelliust (helyettese júliustól Lucius Vitellius) és Lucius Vipstanus Poplicolát (helyettese Messalla Vipstanus Gallus) választják consulnak.
- Amíg Claudius császár Ostiában felügyeli az új kikötő építését, felesége, Messalina férjhez megy aktuális szeretőjéhez, Caius Siliushoz. Feltételezések szerint meg akarták gyilkolni a császárt, Silius ült volna a trónra és örökbe fogadta volna Claudius és Messalina fiát, Britannicust. Claudius titkára, Narcissus értesíti őt a történtekről, mire a császár visszasiet Rómába és jóváhagyásával Narcissus megöleti Messalinát.
- Britannia kormányzója, Publius Ostorius Scapula megtiltja a brit törzseknek a fegyverviselést, mire az icenusok fellázadnak. A felkelés leverése után Ostorius az észak-walesi deceanglusok ellen vonul, de a brigantes törzs felkelése miatt vissza kell fordulnia.
- II. Heródes Agrippa tetrarkhészi rangban megkapja a syriai khalkisz királyságát, valamint a jogot a jeruzsálemi főpap kinevezésére.
- Ezentúl gall származású nemesek is a szenátus tagjai lehetnek. A gall aeduusok római polgárjogot kapnak.

### Kína
- Örökösödési harc tör ki a Kínával háborúzó hsziungnuknál. A trónkövetelő Pi a császár segítségét kéri, cserébe hűbéresküt tesz neki. Válaszul az eddigi király, Punu is aláveti magát a kínaiaknak, így a háború véget ér.

### Korea
- Meghal Mindzsung, Kogurjo királya. Utóda öccse, Mobon.

## Halálozások
- Messalina, Claudius császár felesége
- Mindzsung kogurjói király

## Fordítás
- Ez a szócikk részben vagy egészben  az   AD 48 című angol Wikipédia-szócikk ezen változatának fordításán alapul.  Az eredeti cikk szerkesztőit annak laptörténete sorolja fel. Ez a jelzés csupán a megfogalmazás eredetét és a szerzői jogokat jelzi, nem szolgál a cikkben szereplő információk forrásmegjelöléseként.